# Скијање на води
Скијање на води је спортска грана у којој скијаш клизи површином воде на једној или две скије држећи се рукама (или руком) за уже или сајлу, коју вуче глисер.

## Историја скијања на води
Почеци овог спорта везани су уз домороце Меланезији, који су се стојећи или лежећи на даскама пуштају да их носи струјана на врховима таласа. Као спорт, скијање на води, који се разнио непосредно из аквапланинга, истовремено је настао у Америци и Европи.
Американац Џ. Андерсон приписује изум овог спорта америчком богаташу Ф. Волеру, који је 1920 у САД изумио прве водене скије (water-ski), које су биле двоструко шире од оних за снег. Године 1927. норвешки скијаш Петерсен први је у Европи с групом аматера у Кану на Азурној обали, покушавао клизити скијама површином мора уз вучу моторног чамца. Исте године Американац Џ. Гулд примењује овај спорт у Жуан-ле-Пину у Француској, а Д. Поуп ствара центар наутичког туризма у Флориди {}. Аустријанац Намјесник успео је 1919, да са два мала чамчића на ногама пређе по води пут од Инзбрука до Беча у дужини од 567 км.
Први клуб за скијање на води основан је 1929. у САД, који је 1936 у оквиру аквапланске манифестације организовао у Масапикви у држави Њујорк, такмичење у скијању на води, где се истакао Џ. Андерсон у извођењу акробатских фигура на једној или две скије и изведеном скоку од једног метра. Већ 1939. скијаши на води су скакали и до 10 метара.
Године 1939. основан је Амерички савез за скијање на води (American Water Ski Association и организовано прво првенство u Jones Beach State Park, где су победили Б. Паркер и Естер Јејтс. Такмичења су обухватала више дисциплина: фигуре, слалом, скокове и комбинације. Отприлике истих година формирани су савези за скијање на води у Европи, који су се 1946. ујединили у Светски савез за скијање на води Union Internationale de Ski Nautique (УМСН). Године 1947. одржано је Европско првенство у сијању на води, а затим и Светско првенство.
У Југославији се овај спорт развио много касније. Године 1936 Иван Ковачевић је скијао на води у Вуковару, а вукао га је моторним чамцем Стјепан Копрић. Приликом прве прославе годишњице устанка у Хрватској 1946. одржан је на Драви у Осијеку дефиле, веслача, кајакаша и скијаша на води. Године 1952. скијање на води појављује се у Београду на Ада Хуји (Дунав), где је Иван Молнар изградио скије за воду према онима из Осијека. Први курс за инструкторе скијања на води одржан је од 17. до 23. јуна 1967. у Порторожу, а 1969. основан је Савез за мотонаутику и скијање на води са седиштем у Београду.
Прво првенство Југославије одржано је 1969. године а први прваци су били:
код мушкараца
слалом: Ф. Детичек, Елан, Бегуње
скокови: Б. Горник, Клуб са водено смучање, (КВС) Љубљана
код жена
слалом: М. Жлиндра, КВС, Љубљана
фигуре: В. Родица, КВС, Љубљана

## Историја жичаре на води
Крајем педесетих година господин Бруно Риксен, изумитељ и проналазач из Минхена у Немачкој, за време свог одмора у Холандији је први пут пробао скијање на води. Био је одушевљен али и изнервиран огромном гужвом у школи за скијање на води. 
Г-дин Риксен инспирисан својим искуством са одмора седа за свој радни сто и долази до свог новог проналаска, машине за скијање. 
Неколико година касније, 1962, прототип онога што данас називамо жичара за скијање на води, по први пут је прорадила на немачком језеру Ски Наутика. Званични магазин Светске уније за скијање на води, објавио је позитиван извештај о овом несвакидашњем начину скијања на води, и истакао предности које дозвољавају да чак десет скијаша истовремено скија и то без чамца.
Г-дин Риксен је показао своју велику упорност у својим покушајима да жичара за скијање на води постане призната. Посећивао је конгресе за скијаше на којима је презентовао свој пројекат кроз фотографије, брошуре и филм. Путовањима у САД и Аустралију успева да упозна још људи са својим пројектом. Признање за свој труд добија 1976. године када се по први пут одржавају такмичења у Немачкој и Шпанији. Неколико година касније 1981. године организовано је незванично Европско првенство у Холандији. Коначно 1985. године организована су прва званична такмичења Групе 2 (у Немачкој).
Међународна федерација за скијање на води је основала Савет за скијање на жици који је почео са радом 1994. године.
Четврта дисциплина скијања на води је рођена и званично призната.